# Taillancourt
 (juillet 2024).
Si vous disposez d'ouvrages ou d'articles de référence ou si vous connaissez des sites web de qualité traitant du thème abordé ici, merci de compléter l'article en donnant les références utiles à sa vérifiabilité et en les liant à la section « Notes et références ».
Cet article possède un paronyme, voir Daillancourt.
Taillancourt est une commune française située dans le département de la Meuse, en région Grand Est.

## Géographie

### Situation
Taillancourt est située au sud-est du département de la Meuse. Le fleuve limite son territoire à l'Est.

#### Communes limitrophes
Au sud-ouest, la ferme du "Vau de Bure" est sur le territoire de Taillancourt. Donc la commune de Vouthon-Bas fait partie des communes limitrophes de Taillancourt.
| Maxey-sur-Vaise | Champougny   | Champougny    |
| Montbras        | Taillancourt | Champougny    |
| Montbras        | Montbras     | Burey-la-Côte |

### Hydrographie
La commune est dans le bassin versant de la Meuse au sein du bassin Rhin-Meuse. Elle est drainée par la Meuse, le canal de la Haute Meuse, la Vieille Rivière et le ruisseau de Fragne,.
La Meuse est un fleuve européen qui prend sa source en France, dans la commune du Châtelet-sur-Meuse, à 409 mètres d'altitude, et se jette dans la mer du Nord après un cours long d'approximativement 950 kilomètres traversant la France, la Belgique et les Pays-Bas. 
Le canal de la Haute Meuse, d'une longueur de 12 km, est un cours d'eau naturel non navigable qui relie la commune de Champougny à  à Vaucouleurs, où il se jette dans la Meuse. 
Un livre d'Auguste Lepage, ayant pour titre "L'HISTOIRE DE LORRAINE", nous apprend (page 42) que le lit de la Meuse a été modifié durant la guerre de 30 ans, vers 1630. D'autres sources nous indiquent qu' à cette époque les troupes suédoises ont incendié l'ancien village de Greux, ainsi qu'une partie du village de Pagny-la-Blanche-Côte. Un moulin de trouvait alors sur la Meuse, sur un site proche du tunnel ferroviaire (construit vers 1875). Ce moulin fut sans doute détruit en même temps que la partie concernée de Pagny-la-Blanche-Côte. Les débris se sont effondrés dans le lit du fleuve et l'ont obstrué. Les eaux ont alors emprunté le canal qui servait au moment des crues, que l'on désigne maintenant sous le vocable de "Grande Meuse". Quant à l'ancien lit, il s'est progressivement comblé, d'autant que des saules y furent plantés. Actuellement, le ruisseau qui coule au bas du château de Montbras est ce qui reste de la rivière. A Taillancourt, la rivière qui longe le village est désignée sous le vocable de "Vieille Meuse", ce qui correspond parfaitement à l'histoire. 
La place du village porte cette appellation : "Place du Gué de Chermont". Le pont actuel a été construit sous le règne de Louis-Philippe. Avant, et sans doute depuis des siècles, la Meuse ancienne était franchie à ce gué. Il faut savoir que la Meuse faisait office de frontière entre la France et la Lorraine (qui faisait alors partie du Saint-Empire-Romain-Germanique).  

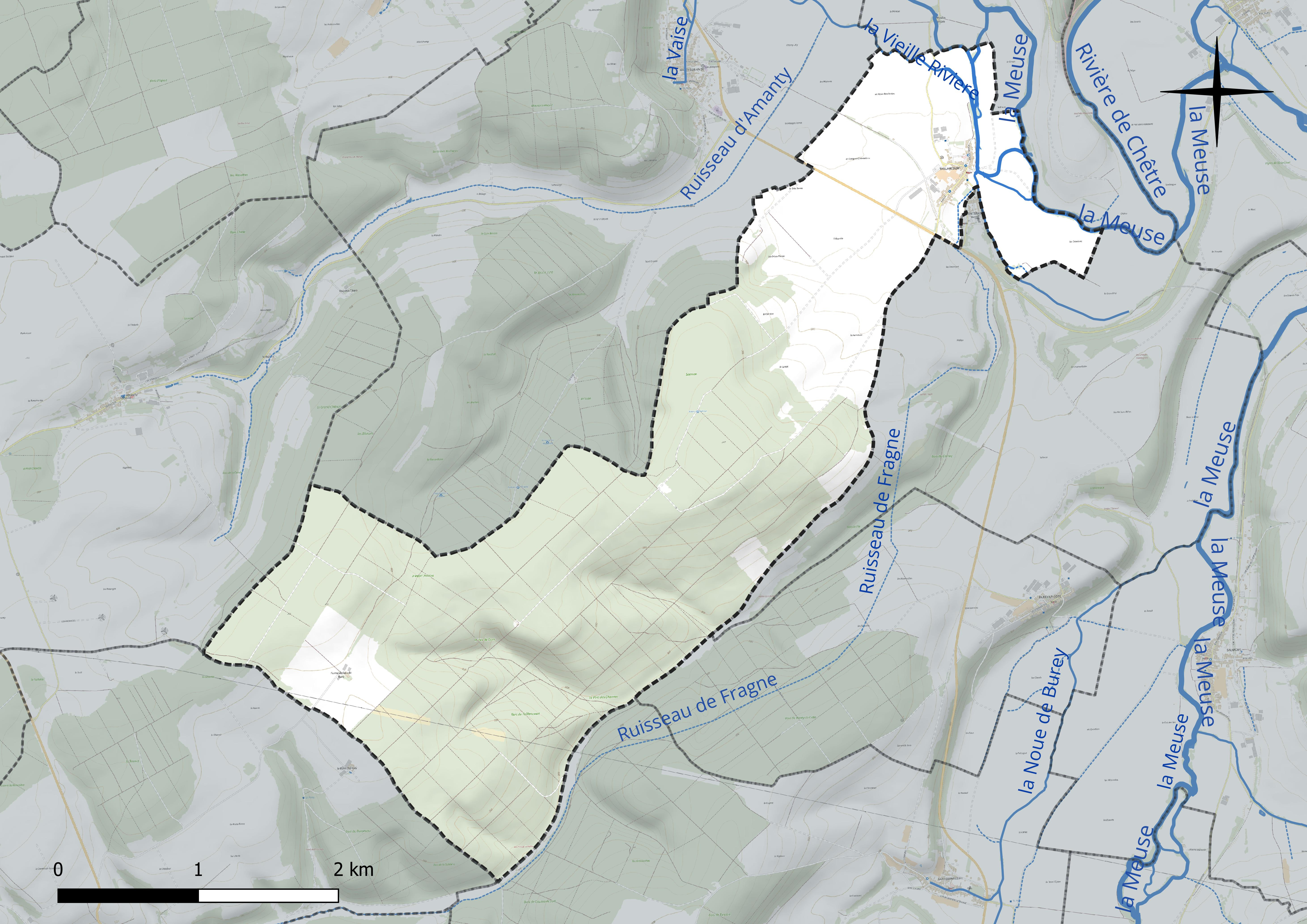
Réseau hydrographique de Taillancourt.

### Climat
Pour des articles plus généraux, voir Climat du Grand Est et Climat de la Meuse.
En 2010, le climat de la commune est de type climat des marges montargnardes, selon une étude du Centre national de la recherche scientifique s'appuyant sur une série de données couvrant la période 1971-2000. En 2020, Météo-France publie une typologie des climats de la France métropolitaine dans laquelle la commune est exposée à un climat océanique altéré et est dans la région climatique  Lorraine, plateau de Langres, Morvan, caractérisée par un hiver rude (1,5 °C), des vents modérés et des brouillards fréquents en automne et hiver. 
Pour la période 1971-2000, la température annuelle moyenne est de 9,6 °C, avec une amplitude thermique annuelle de 16,9 °C. Le cumul annuel moyen de précipitations est de 884 mm, avec 12,8 jours de précipitations en janvier et 9,3 jours en juillet. Pour la période 1991-2020, la température moyenne annuelle observée sur la station météorologique de Météo-France la plus proche, « Nancy-Ochey », sur la commune d'Ochey à 19 km à vol d'oiseau, est de 10,5 °C et le cumul annuel moyen de précipitations est de 810,4 mm. 
La température maximale relevée sur cette station est de 39,6 °C, atteinte le 25 juillet 2019 ; la température minimale est de −19,1 °C, atteinte le 12 janvier 1987,,. 
Les paramètres climatiques de la commune ont été estimés pour le milieu du siècle (2041-2070) selon différents scénarios d'émission de gaz à effet de serre à partir des nouvelles projections climatiques de référence DRIAS-2020. Ils sont consultables sur un site dédié publié par Météo-France en novembre 2022.

## Urbanisme

### Typologie
Au 1er janvier 2024, Taillancourt est catégorisée commune rurale à habitat dispersé, selon la nouvelle grille communale de densité à sept niveaux définie par l'Insee en 2022.
Elle est située hors unité urbaine et hors attraction des villes,.

### Occupation des sols
L'occupation des sols de la commune, telle qu'elle ressort de la base de données européenne d’occupation biophysique des sols Corine Land Cover (CLC), est marquée par l'importance des forêts et milieux semi-naturels (67,7 % en 2018), une proportion sensiblement équivalente à celle de 1990 (67,6 %). La répartition détaillée en 2018 est la suivante : 
forêts (61,4 %), terres arables (22,3 %), prairies (7,5 %), milieux à végétation arbustive et/ou herbacée (6,3 %), zones urbanisées (2,5 %). L'évolution de l’occupation des sols de la commune et de ses infrastructures peut être observée sur les différentes représentations cartographiques du territoire : la carte de Cassini (XVIIIe siècle), la carte d'état-major (1820-1866) et les cartes ou photos aériennes de l'IGN pour la période actuelle (1950 à aujourd'hui).

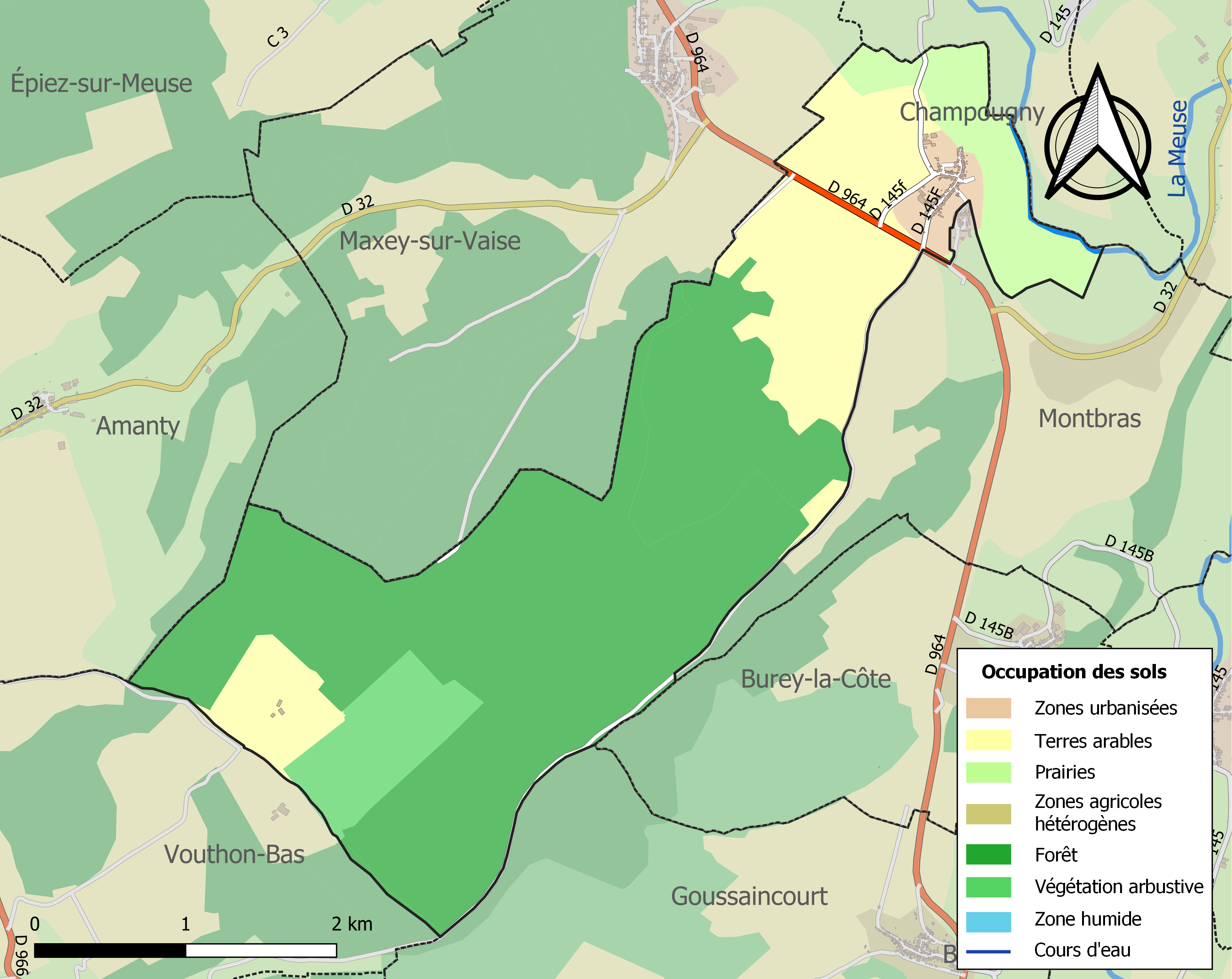
Carte des infrastructures et de l'occupation des sols de la commune en 2018 (CLC).

## Toponymie
Le nom de la localité est attesté sous les formes Tallancourt (1327) ; Talancuria (1402) ; Taillancuria (1711) ; Taillancoue (1719).

Tallincuria deviendra Taillancourt, et se prononcera en patois Tayocoû. 
Tallancourt en 1327 pourrait provenir du nom d'un homme germanique, ou encore viendrait du latin statio (arrêt de poste impériale) et cortis (domaine)[réf. nécessaire].

## Histoire
Le plus ancien seigneur connu est Pierre de Taillancourt (1175), sa famille possédait une maison forte aujourd’hui disparue.
En 1574, de nombreuses familles détiennent une partie de la seigneurie de Taillancourt, dont Claude 1er de Verrières, écuyer, seigneur d'Amanty. Ses droits dérivent sans doute de son mariage avec Jeanne Le Bégat.
Nous comptons également, parmi les seigneurs de Taillancourt au XVIe siècle, Jean-Ambroise de Malabarbe et Louis 1er de Vigneulles.
Le 31 août 1581, Jean-Ambroise de Malabarbe, époux d'Elisabeth le Bégat, cède ses propres droits dans la seigneurie de Taillancourt à son beau-frère Claude en échange d'une partie de la seigneurie de Maxey-sur-Vaise.
La famille de Verrière accroît donc ses droits sur Taillancourt.
Claude II de Verrières, fils du précédent, est qualifié de seigneur de Taillancourt le 14 mai 1596, lors de son mariage avec Louise des Salles. Après rachat du château féodal de Montbras et de ses dépendances à Louis 1er de Vigneulles, il devient également seigneur de Montbras.
Par extinction de la ligne masculine de la famille de Verrières, les seigneuries en partie de Montbras, Amanty et Taillancourt entrent en possession de la famille de Sommyèvre, par Jacqueline de Verrières, dont la fille Catherine de Méry épouse Simon de Sommyèvre, seigneur de Juilly et chevalier de l'Ordre du roi.
En 1724, Gaspard de Sommyèvre est encore seigneur en partie de Taillancourt.
Jadis diocèse de Toul, bailliage de Chaumont, prévôté de Vaucouleurs et de la Champagne (donc de France)

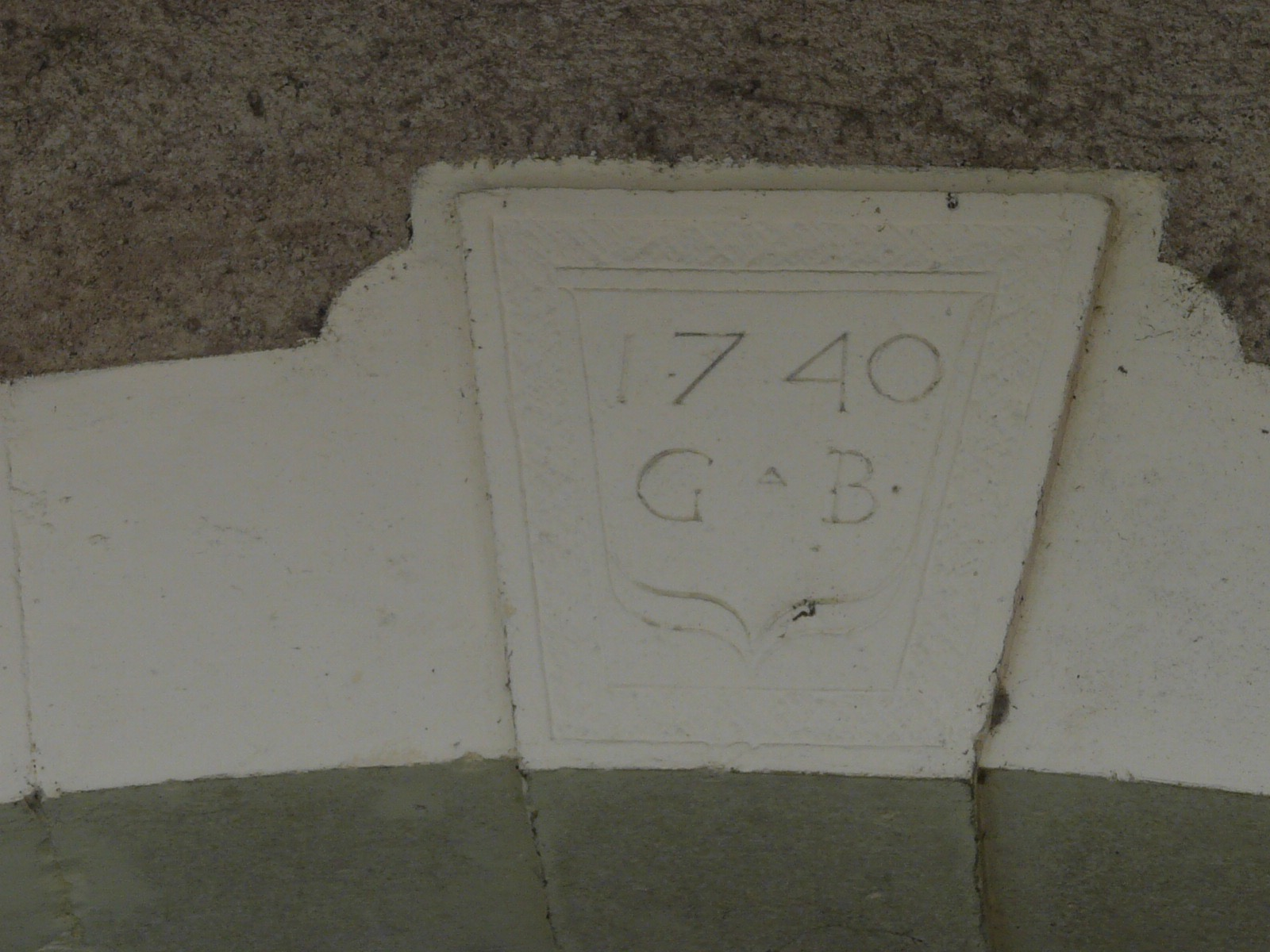

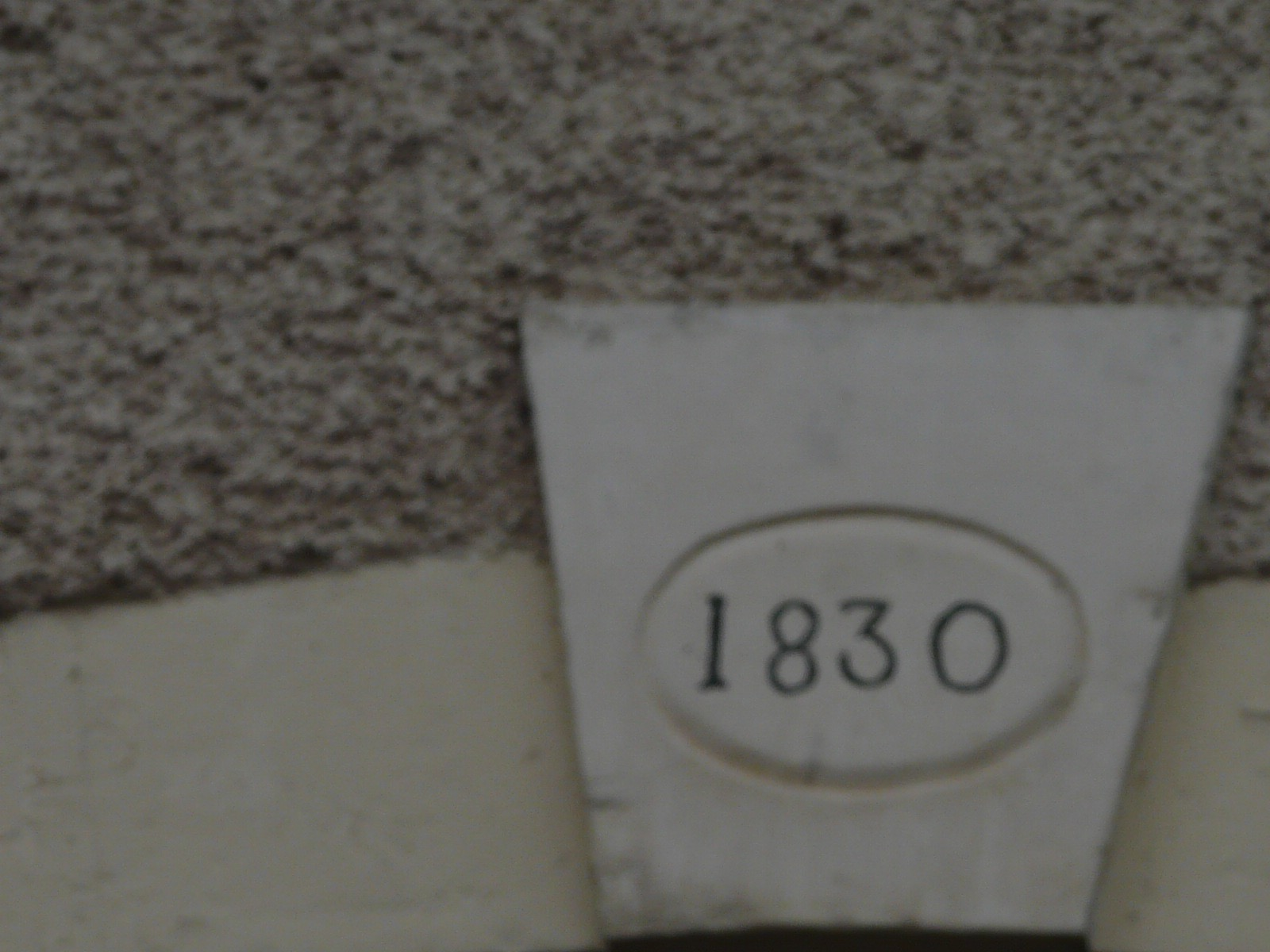

Le village actuel a été en grande partie construit dans les années 1830 / 1840. Les clés de voûte des portes charretières l'indiquent clairement. Dans la forêt, au lieu-dit "Salmon", une immense carrière a été exploitée pour fournir les pierres.                                                                      

## Politique et administration
| Période                                  | Période                   | Identité                                        | Étiquette | Qualité |
| ---------------------------------------- | ------------------------- | ----------------------------------------------- | --------- | ------- |
| Les données manquantes sont à compléter. |                           |                                                 |           |         |
| 1995                                     | En cours (au 29 mai 2020) | François Mazelin Réélu pour le mandat 2020-2026 |           |         |

## Population et société

### Démographie

#### Évolution démographique
L'évolution du nombre d'habitants est connue à travers les recensements de la population effectués dans la commune depuis 1793. Pour les communes de moins de 10 000 habitants, une enquête de recensement portant sur toute la population est réalisée tous les cinq ans, les populations de référence des années intermédiaires étant quant à elles estimées par interpolation ou extrapolation. Pour la commune, le premier recensement exhaustif entrant dans le cadre du nouveau dispositif a été réalisé en 2004.

En 2022, la commune comptait 123 habitants, en évolution de −4,65 % par rapport à 2016 (Meuse : −4,4 %, France hors Mayotte : +2,11 %).
| 1793 | 1800 | 1806 | 1821 | 1831 | 1836 | 1841 | 1846 | 1851 |
| ---- | ---- | ---- | ---- | ---- | ---- | ---- | ---- | ---- |
| 486  | 510  | 493  | 492  | 477  | 498  | 496  | 462  | 437  |

| 1856 | 1861 | 1866 | 1872 | 1876 | 1881 | 1886 | 1891 | 1896 |
| ---- | ---- | ---- | ---- | ---- | ---- | ---- | ---- | ---- |
| 394  | 374  | 376  | 387  | 352  | 322  | 288  | 275  | 242  |

| 1901 | 1906 | 1911 | 1921 | 1926 | 1931 | 1936 | 1946 | 1954 |
| ---- | ---- | ---- | ---- | ---- | ---- | ---- | ---- | ---- |
| 240  | 240  | 216  | 194  | 179  | 167  | 180  | 149  | 154  |

| 1962 | 1968 | 1975 | 1982 | 1990 | 1999 | 2004 | 2006 | 2009 |
| ---- | ---- | ---- | ---- | ---- | ---- | ---- | ---- | ---- |
| 129  | 108  | 115  | 96   | 98   | 121  | 131  | 132  | 145  |

| 2014 | 2019 | 2022 | - | - | - | - | - | - |
| ---- | ---- | ---- | - | - | - | - | - | - |
| 136  | 124  | 123  | - | - | - | - | - | - |

## Culture locale et patrimoine

### Lieux et monuments
- Un lavoir construit dans la seconde moitié du XVIIIe siècle (Second Empire) et restauré en 1853. Bâtiment de plan allongé, précédé d'un porche en pierre de taille. Il est couvert d'un toit « à impériale » composé de « tuiles violons ». Le poche, au premier plan, abrite la source qui alimente le lavoir. Elle est accessible par un escalier.

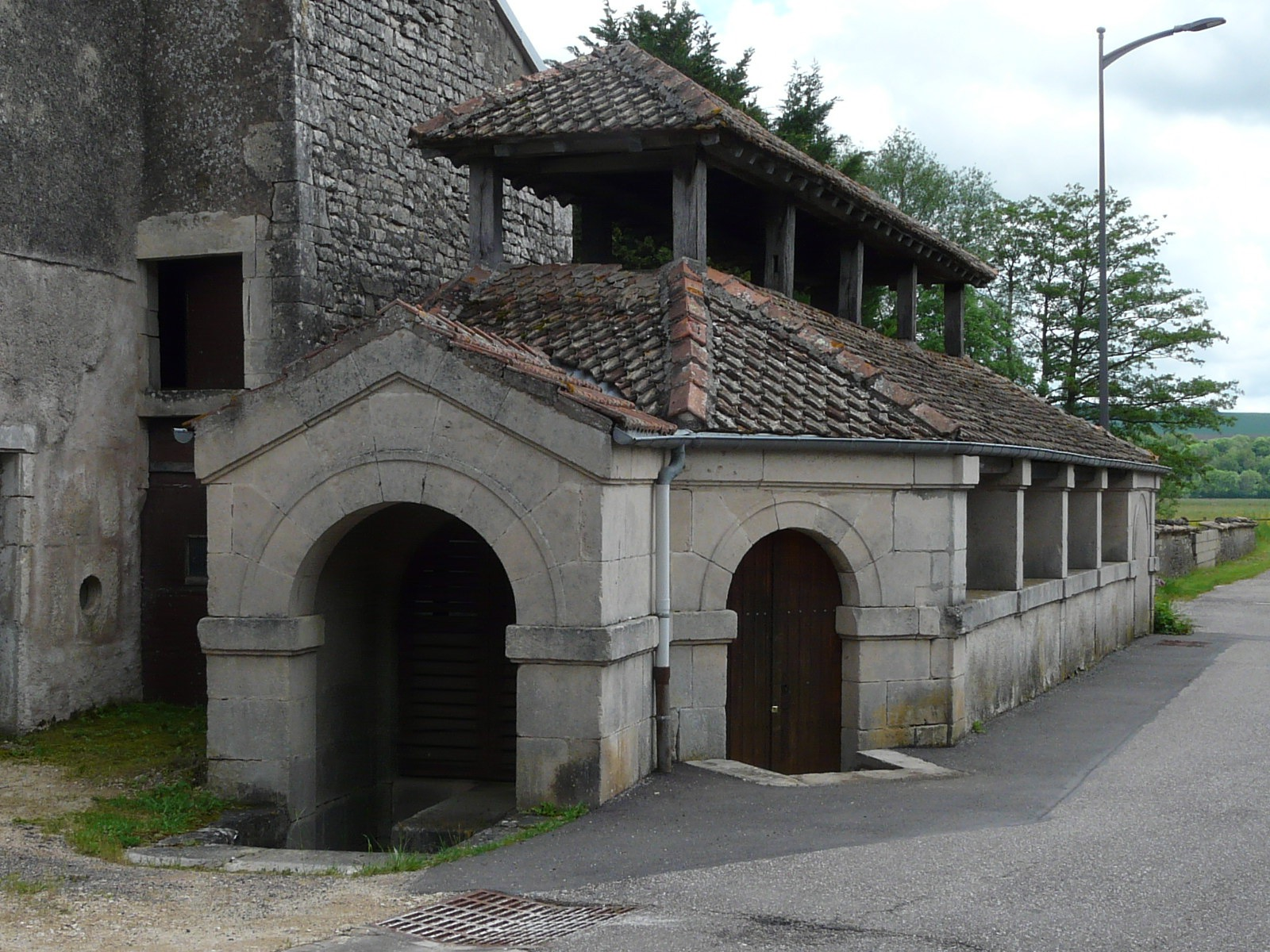

- Un pont de pierre et poutrelles d'acier datant du XIXe siècle enjambe la Vieille Meuse, à l'emplacement du "Gué de Chermont".
- La rue Delle, vers le nord, est composée d'un bel alignement de portes charretières datant du dix-neuvième siècle. On y trouve une maison à la porte piétonne décorée d'un cartouche.

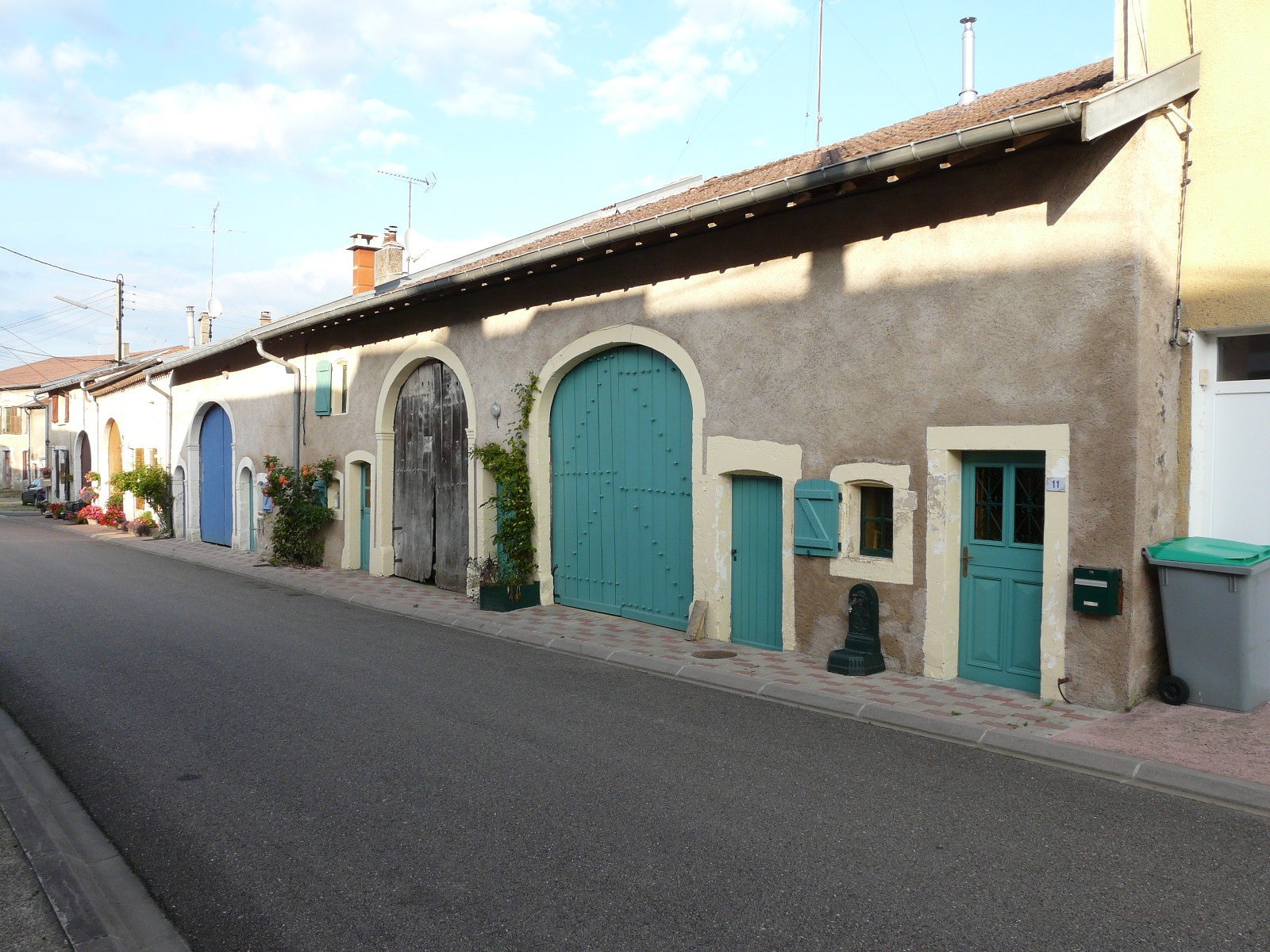

- Détails de la plus ancienne porte charretière.

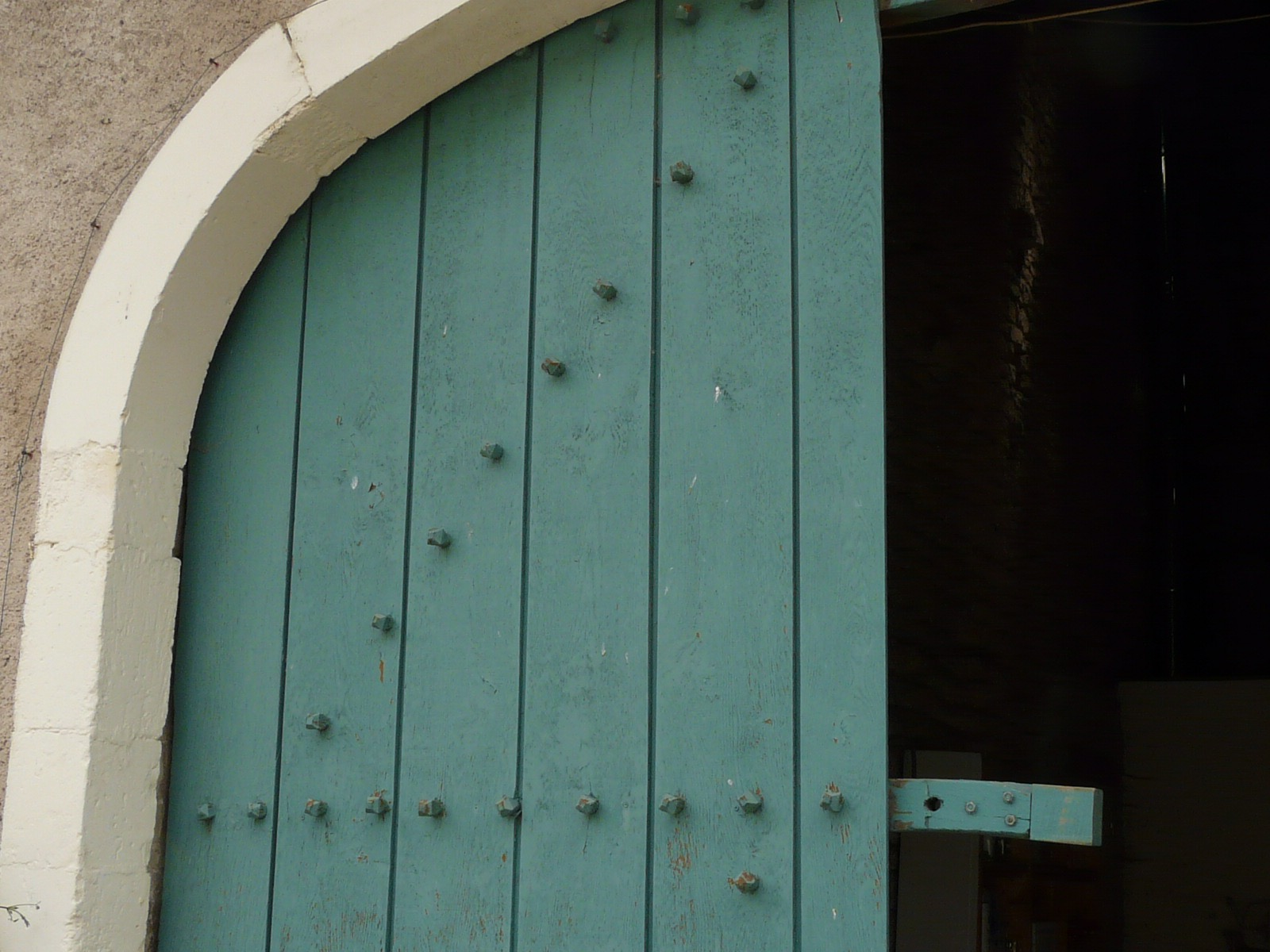

- On y voit les têtes des chevilles en bois.
- L’église Saint-Gengoult date de 1760. Le chœur et le clocher sont de 1841. Elle a été reconstruite en 1860 à l'emplacement de celle construite au XVe siècle.

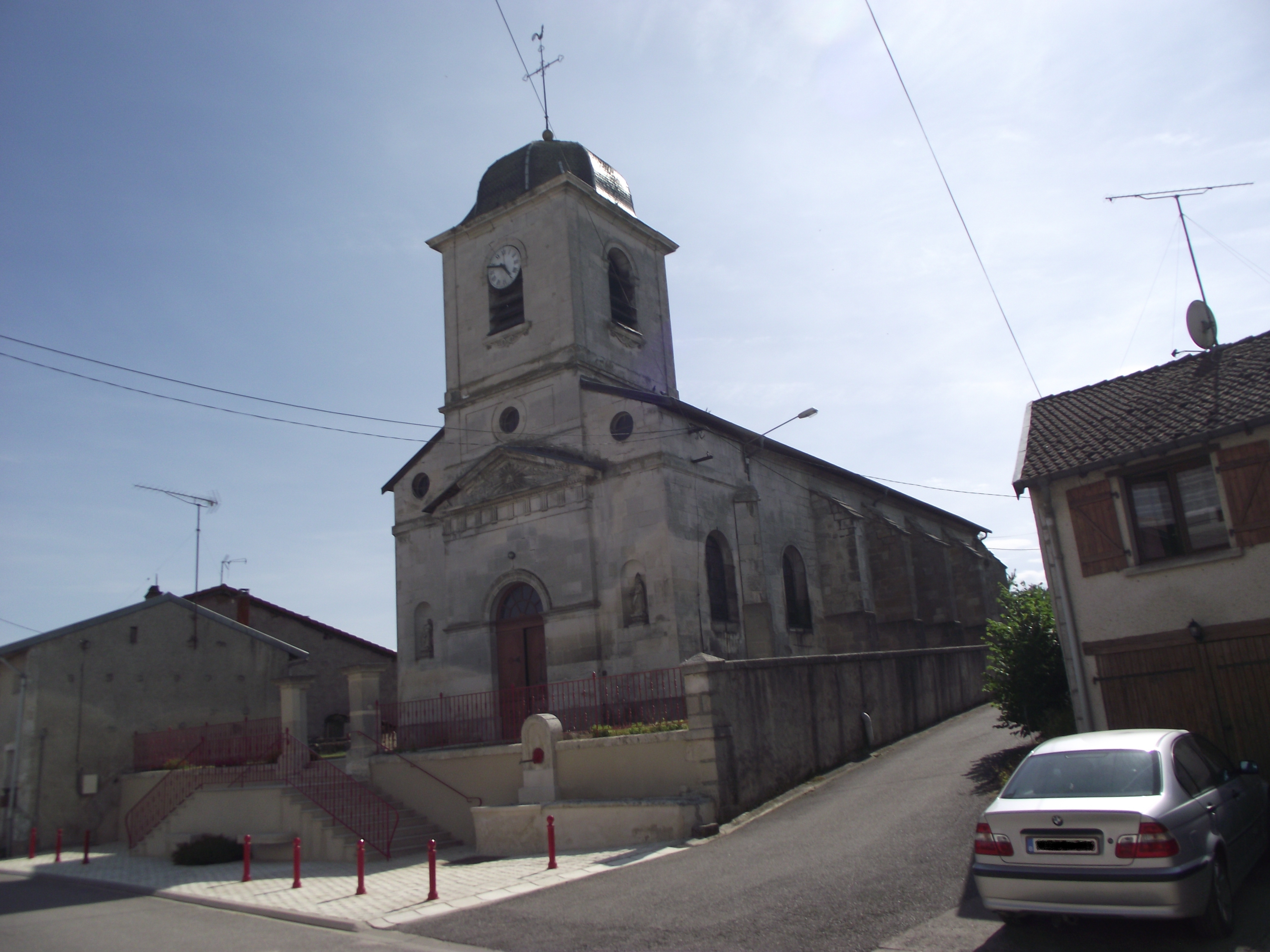

- Trois fontaines-abreuvoirs datant de 1900, hors d'usage.
- À 100 mètres du village, château-Hostellerie de l'Isle en Bray à Montbras.
- Monuments aux morts, guerre de 1914-1918.

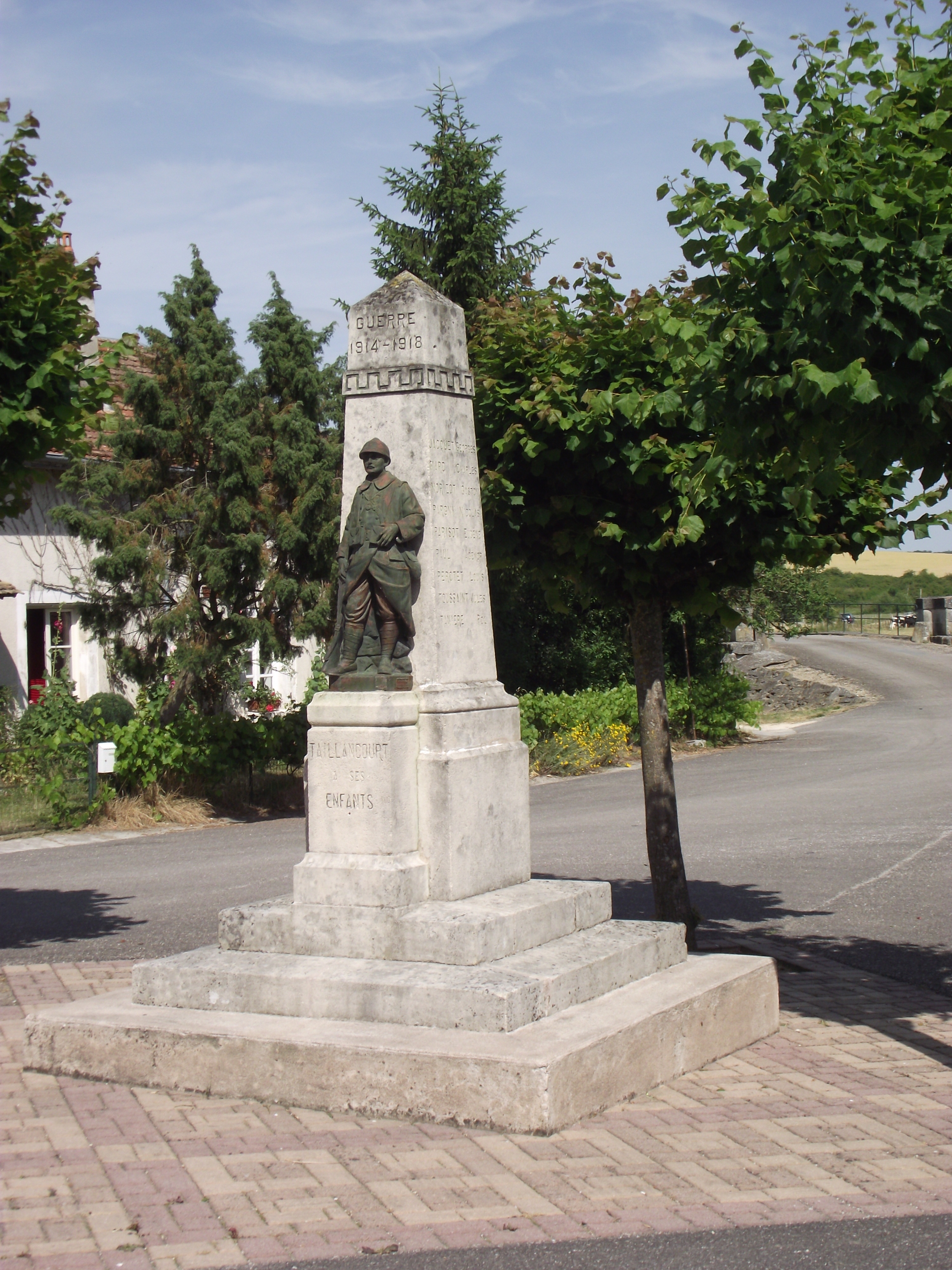
Monument aux morts 1914-1918.
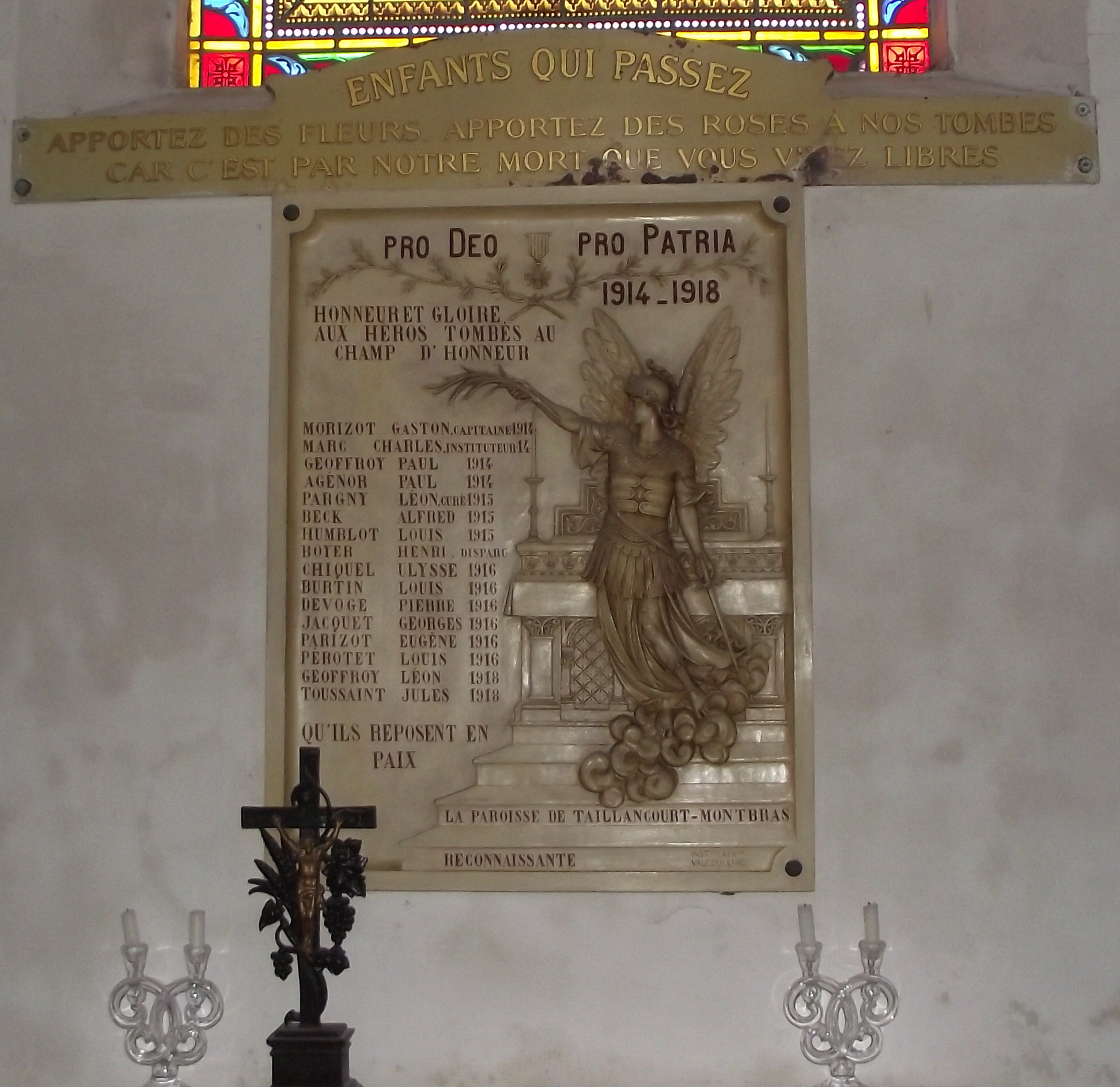
Plaque en mémoire des morts de 1914-1918.

### Héraldique, logotype et devise
| Blason de Taillancourt | Blason  | D'azur au faucon à la tête contournée d'argent allumé et membré d'or, et grilleté de gueules, accompagné en chef de deux forces d'or. |
| Blason de Taillancourt | Détails | Blason composé par R.A LOUIS avec les conseils de la Commission Héraldique de L'UCGL et mis à disposition de la commune en 2011.      |